# Тур Швейцарии 1977
41-й выпуск Тура Швейцарии — шоссейной многодневной велогонки по дорогам Швейцарии. Гонка проводилась с 15 по 24 июня 1977 года. Победу одержал бельгийский велогонщик Мишель Поллентье.

## Участники
Участие в гонке приняли 10 велокоманд.
| Профессиональные велокоманды (10)- Flandria-Velda-Latina Assicurazioni - TI-Raleigh - Brooklyn - Frisol-Thirion-Gazelle - Kas-Campagnolo - Lejeune-BP - Fiat France - Zonca-Santini - Diggelmann-Velo Mater - Kaenel |
| |

## Маршрут
Гонка состояла из пролога и 11 этапов общей протяженностью 1582,2 километра. Пролог, а также этапы 4 и 11 были проведены в формате индивидуальной раздельной гонки.
| Этап   | Дата   | Маршрут                               | type | Длина (км) | Победитель       | Лидер генеральной классификации |
| ------ | ------ | ------------------------------------- | ---- | ---------- | ---------------- | ------------------------------- |
| Пролог | 15 июн | Баден – Бальдегг                      |      | 4          | Мишель Поллентье | Мишель Поллентье                |
| 1      | 16 июн | Баден – Виднау                        |      | 159        | Фредди Мартенс   | Мишель Поллентье                |
| 2      | 17 июн | Виднау – Мёлин                        |      | 216        | Рене Диллен      | Мишель Поллентье                |
| 3      | 18 июн | Мёлин – Ольтен                        |      | 108,5      | Мишель Поллентье | Мишель Поллентье                |
| 4      | 18 июн | Ольтен – Ольтен                       |      | 9,8        | Мишель Поллентье | Мишель Поллентье                |
| 5      | 19 июн | Ольтен – Майринген                    |      | 227        | Майнрад Фёгеле   | Мишель Поллентье                |
| 6      | 20 июн | Майринген – Fiesch                    |      | 226,5      | Вилли Де Гест    | Мишель Поллентье                |
| 7      | 21 июн | Fiesch – Беллинцона                   |      | 146        | Эдди Меркс       | Мишель Поллентье                |
| 8      | 22 июн | Беллинцона – Бюрглен                  |      | 151        | Люсьен Ван Импе  | Мишель Поллентье                |
| 9      | 23 июн | Бюрглен – Flumserberg                 |      | 166        | Люсьен Ван Импе  | Мишель Поллентье                |
| 10     | 24 июн | Flumserberg – Ильнау-Эффретикон       |      | 149        | Бруно Вольфер    | Мишель Поллентье                |
| 11     | 24 июн | Ильнау-Эффретикон – Ильнау-Эффретикон |      | 19,4       | Мишель Поллентье | Мишель Поллентье                |

## Итоговое положение
| \| Генеральная классификация \| Генеральная классификация \| Генеральная классификация \| Генеральная классификация \| Генеральная классификация \| \| Гонщик \| Гонщик \| Команда \| Время \| \| \| ------------------------- \| ------------------------- \| ----------------------------------- \| ------------------------- \| ------------------------- \| \| 1-й \| Мишель Поллентье \| Flandria-Velda-Latina Assicurazioni \| 41ч 39' 25 \| \| \| 2-й \| Люсьен Ван Импе \| Lejeune-BP \| + 58 \| \| \| 3-й \| Берт Пронк \| TI-Raleigh \| + 1' 26 \| \| \| 4-й \| Ули Саттер \| Zonca-Santini \| + 2' 00 \| \| \| 5-й \| Juan Pujol \| Kas-Campagnolo \| + 2' 35 \| \| \| 6-й \| Альберт Цвайфель \| \| + 3' 34 \| \| \| 7-й \| Дитрих Турау \| TI-Raleigh \| + 4' 26 \| \| \| 8-й \| Йохан Де Мёйнк \| Brooklyn \| + 4' 36 \| \| \| 9-й \| Марчелло Бергамо \| Zonca-Santini \| + 6' 27 \| \| \| 10-й \| Джанкарло Беллини \| Brooklyn \| + 6' 38 \| \| |                   |                                     |            |
| |                   |                                     |            |
| |                   |                                     |            |
| Генеральная классификация |                   |                                     |            |
| Гонщик | Гонщик            | Команда                             | Время      |
| 1-й | Мишель Поллентье  | Flandria-Velda-Latina Assicurazioni | 41ч 39' 25 |
| 2-й | Люсьен Ван Импе   | Lejeune-BP                          | + 58       |
| 3-й | Берт Пронк        | TI-Raleigh                          | + 1' 26    |
| 4-й | Ули Саттер        | Zonca-Santini                       | + 2' 00    |
| 5-й | Juan Pujol        | Kas-Campagnolo                      | + 2' 35    |
| 6-й | Альберт Цвайфель  |                                     | + 3' 34    |
| 7-й | Дитрих Турау      | TI-Raleigh                          | + 4' 26    |
| 8-й | Йохан Де Мёйнк    | Brooklyn                            | + 4' 36    |
| 9-й | Марчелло Бергамо  | Zonca-Santini                       | + 6' 27    |
| 10-й | Джанкарло Беллини | Brooklyn                            | + 6' 38    |

| Очковая классификация | Очковая классификация | Очковая классификация               | Очковая классификация | Очковая классификация |
| Гонщик                | Гонщик                | Команда                             | Очки                  |                       |
| --------------------- | --------------------- | ----------------------------------- | --------------------- | --------------------- |
| 1-й                   | Мишель Поллентье      | Flandria-Velda-Latina Assicurazioni | 225 очков             |                       |
| 2-й                   | Альберт Цвайфель      |                                     | 196 очков             |                       |
| 3-й                   | Марчелло Бергамо      | Zonca-Santini                       | 168 очков             |                       |

| Очковая классификация | Очковая классификация | Очковая классификация               | Очковая классификация | Очковая классификация |
| Гонщик                | Гонщик                | Команда                             | Очки                  |                       |
| --------------------- | --------------------- | ----------------------------------- | --------------------- | --------------------- |
| 1-й                   | Мишель Поллентье      | Flandria-Velda-Latina Assicurazioni | 225 очков             |                       |
| 2-й                   | Альберт Цвайфель      |                                     | 196 очков             |                       |
| 3-й                   | Марчелло Бергамо      | Zonca-Santini                       | 168 очков             |                       |

| Горная классификация | Горная классификация | Горная классификация | Горная классификация | Горная классификация |
| Гонщик               | Гонщик               | Команда              | Очки                 |                      |
| -------------------- | -------------------- | -------------------- | -------------------- | -------------------- |
| 1-й                  | Люсьен Ван Импе      | Lejeune-BP           | 78 очков             |                      |
| 2-й                  | Ули Саттер           | Zonca-Santini        | 70 очков             |                      |
| 3-й                  | Джанкарло Беллини    | Brooklyn             | 47 очков             |                      |

| Горная классификация | Горная классификация | Горная классификация | Горная классификация | Горная классификация |
| Гонщик               | Гонщик               | Команда              | Очки                 |                      |
| -------------------- | -------------------- | -------------------- | -------------------- | -------------------- |
| 1-й                  | Люсьен Ван Импе      | Lejeune-BP           | 78 очков             |                      |
| 2-й                  | Ули Саттер           | Zonca-Santini        | 70 очков             |                      |
| 3-й                  | Джанкарло Беллини    | Brooklyn             | 47 очков             |                      |

| Командная классификация по времени | Командная классификация по времени | Командная классификация по времени | Командная классификация по времени |
| Команда                            | Команда                            | Время                              |                                    |
| ---------------------------------- | ---------------------------------- | ---------------------------------- | ---------------------------------- |
| 1-й                                | Zonca-Santini                      | 124ч 41' 17                        |                                    |
| 2-й                                | Brooklyn                           | + 51                               |                                    |
| 3-й                                | Kas-Campagnolo                     | + 4' 06                            |                                    |